# Drapeau de la Zélande
Le drapeau de la province de Zélande (en néerlandais : vlag van Zeeland) est un drapeau en usage depuis le 14 janvier 1949. Il a été conçu par T.A.J.W. Schorer.

## Symbolisme
Les lignes ondulées (quatre bleues et trois blanches) représentent les vagues et la lutte constante contre la mer. Au centre du drapeau se trouvent les armoiries de la Zélande, qui combinent le lion de la Hollande et les lignes ondulées bleues et blanches.

## Histoire
Au cours des quinze années qui suivirent la Seconde Guerre mondiale, chaque province néerlandaise se dota d'un drapeau officiel. Après de nombreux débats, l'exécutif provincial choisi un ancien projet de Schorer. Les membres de l’exécutif auraient préféré un drapeau à six bandes ondulées, trois bleues et trois blanches, mais Schorer fit valoir que quatre bandes bleues permettait au drapeau de se détacher dans le ciel.
Le drapeau de la Zélande fut connu après les inondations de 1953, la lutte des Zélandais s'est retrouvé au centre de l'actualité mondiale. Le lion sortant de l'eau est apparu comme un symbole de la lutte, de la souffrance et de la solidarité internationale.

## Sources
- (en)/(nl) Cet article est partiellement ou en totalité issu des articles intitulés en anglais « Flag of Zeeland » (voir la liste des auteurs) et en néerlandais « Vlag van Zeeland » (voir la liste des auteurs).
- (nl) « Vlag », sur Site officiel de la province de Zélande (consulté le 4 janvier 2014)
- (en) « Zeeland Province (The Netherlands) », sur Flags of the world (consulté le 4 janvier 2014)